# Casa de Colonna

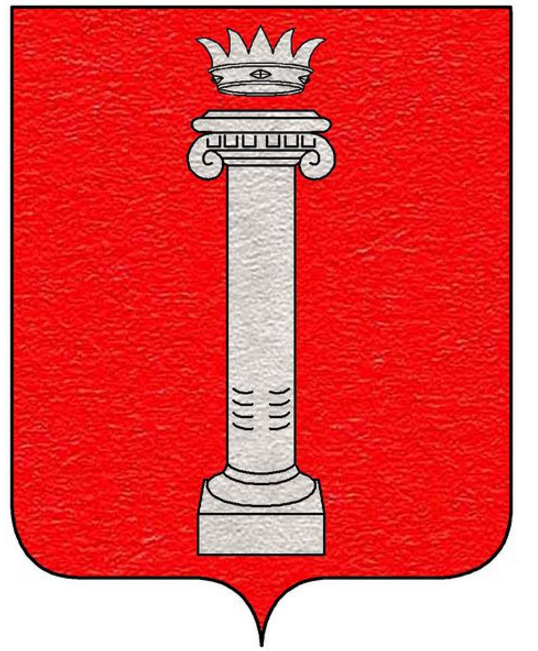
Escudo da família Colonna

Os Colonna foram uma família nobre italiana, descendentes dos Condes de Túsculo, e originais da cidade de Roma, que atualmente detém o título de Príncipes Assistentes junto à Santa Sé.
Foram muito poderosos durante a Idade Média e o Renascimento, fornecendo um Papa e muitos outros líderes da Igreja e políticos, e notórios por sua amarga disputa com os Caetani e os Orsini. Tiveram um papel importante no saque de Roma em 1527. Tradicionalmente, a família Orsini foram os seus principais rivais, até que foi interrompido por uma bula papal em 1511, em 1571 os chefes de ambas as famílias se casaram com a sobrinha do Papa Sisto V. A partir daí, os historiadores registraram que "nenhuma paz havia sido concluída entre os príncipes da cristandade, no qual não foram incluídos por nome."

Membros proeminentes foram o cardeal Giovanni Colonna, eleito em 1192 e o Papa Martinho V, cujo nome verdadeiro era Oddone Colonna.
As relações de Petrarca com a família Colonna faz presente na obra do autor, particularmente no Canzoniere.
No Palazzo Colonna em Roma se encontra a coleção de arte da família, conhecida como a Galleria Colonna.

## Membros destacados
- Agapito Colonna, cardeal.
- Ângelo Miguel Colonna, pintor.
- Fabrício Colonna, general da Liga Santa
- Giacomo dito Sciarra Colonna, líder militar.
- Jacques Colonna (Giacomo Colonna) (? - 1341), Bispo de Lombez, na Biscaia, protector de Francesco Petrarca.
- João Colonna, cardeal.
- Marco Antônio II Colonna, vice-rei da Sicilia.
- Odonne Colonna, Papa Martinho V.
- Pompeu Colonna, vice-rei de Nápoles.
- Próspero Colonna, condottiero.
- Fabrizio Colonna, condottiero.
- Vitória Colonna, amiga de Michelangelo Buonarroti.